# Unió Deportiva Atlètica Gramenet
La Unió Deportiva Atlètica Gramenet és el club de futbol més destacat de la ciutat de Santa Coloma de Gramenet. Va ser fundat l'any 1923.

## Història

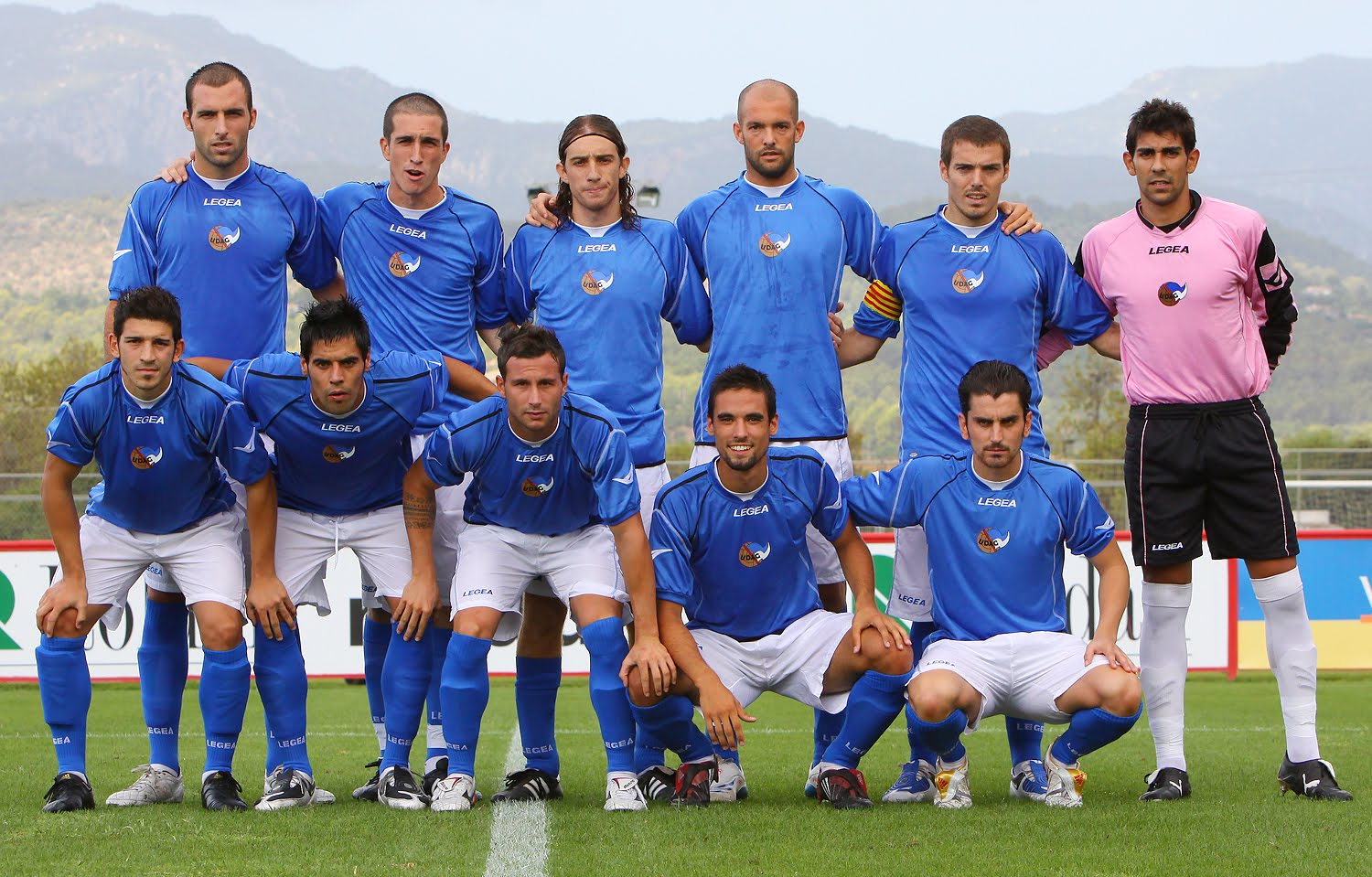
Equip l'any 2009.

El futbol apareix a Santa Coloma a principis dels anys 1920 gràcies al Centre de Sports, una societat que practicava diverses disciplines. El 2 de setembre de 1923 es jugà un partit entre el CE Europa i el FC Badalona —equips punters a l'època, els graciencs fins i tot amb més socis que el FC Barcelona— que acabà amb empat a 3 gols. El 1924 una entitat anomenada Futbol Club Gramenet ingressà a la Federació Catalana de Futbol. Aquest club jugava en un camp proper a l'església vella de Sant Josep Oriol i vestia samarreta de ratlles verticals blaves i grogues amb pantaló blau. No se sap bé com sorgí, però la  creença que Domènec Baró —industrial propietari de Pañolerías Baró, on treballaven la meitat de les dones actives de la ciutat— actuà com a president és incerta. Els cognoms Banús, Saladrigas, Torrens i Castells, entre d'altres, corresponents a les principals famílies de l'època sonen com a membres de la junta i de l'equip. El club, però, es va dissoldre l'any 1929 per deutes amb la Federació.
En una clara voluntat continuadora nasqué el 1929 la Unió Esportiva Colomenca, presidida per Francesc Bartolí, juntament amb els senyors Font, Planas, Doñate, Escolano i Ubach, entre d'altres, que desapareixerà, però, el 1942. Amb el seu president Miquel Badosa, aquest club llogà uns terrenys entre vinyes on, amb l'esforç dels socis, va fer-se el Camp del Fondo. Es comprova en les actes dels plens municipals que fins a l'any 1942, l'Ajuntament lliurava una copa a la Colomense perquè se la disputessin els equips que jugaven el partit de Festa Major, al setembre. A partir d'aquesta data només hi ha silenci car el camp fou requisat el 1943 pel Frente de Juventudes, que se l'apropià per fer-hi pràctiques militars i com a terreny de joc per als seus propis equips.
L'agost de 1945 es fundà la Unió Deportiva Atlètic Gramenet com a continuació dels anteriors clubs, amb samarreta blava de punys i coll blancs i pantaló blanc, i amb Pere Casajust com a president, acompanyat pels senyors Navarro, Paixà, Peris, Francàs, Gomis, Fonoll, Grau, Cortés, Borràs i Masy, entre d'altres. L'entitat es nodrí de membres del que foren la UE Colomenca, l'Atlètic Balears i d'altres clubs de la ciutat.
L'any 1994 el club absorbeix la UD Obreros, fundada el 1973 i que jugava en el Camp de l'Arrabal, al barri de Santa Rosa.
L'any 2011, després de 18 temporades seguides a Segona Divisió B, el Gramenet marcat pels problemes economics va descendir a la Tercera Divisió. Llavors l'any 2014, després de 3 temporades seguides a Tercera Divisió, el Gramenet va descendir a la Primera Catalana per primer cop en 28 anys d'història.
El Gramenet va seguir amb la seva decaiguda a la temporada 2014-15, acabant 15é a la Primera Catalana i descendent a la Segona Catalana per primer cop en 37 anys. Però la patacada mes forta es va donar a la temporada 2015-16, quan el Gramenet va descendir per primer cop en la seva història a la Tercera Catalana. A la Tercera Catalana el Gramenet va tenir un petit resorgiment, i després de dues temporades, l'any 2018 va acabar ascendent a la Segona Catalana. Tot anava bé fins a l'arribada de la pandemia que va fer que el Gramenet quedes últim a la temporada 2021-22 a la Segona Catalana i, per tant, va descendir una altra vegada a la Tercera Catalana.
A la temporada 2022-23, el desastre del Gramenet va seguir acabant últim i descendent a la Quarta Catalana. Aquesta temporada ha sigut fins ara la pitjor temporada en la història del UDA Gramenet.
l'UDA Gramenet, afrontarà la temporada 2023-24 a la Quarta Catalana, l'última divisió del sistema del futbol espanyol.

### Filial
El 1953 nasqué un altre equip local, el CD Milan, i ambdues entitats passaren a compartir el mateix emplaçament de manera amistosa. Això fou així fins a l'estiu de 1994, moment en què finalitzaren les obres del Nou Camp Municipal de Can Peixauet. Sorgiren aleshores conflictes en els nous horaris assignats per als entrenaments en el nou estadi, horaris imposats per l'Institut Municipal d'Esports, que preveia un 85% del temps per a la Gramenet i només un 15% per al Milan. El 26 de juliol els presidents d'ambdós clubs es reuniren per donar el primer pas cap a llur definitiva unificació i concloure així la polèmica. El 10 d'agost la massa social gramenenca donà el vistiplau a la unió, mentre que la milanista ho feu dos dies després. La societat resultant adoptà el nom compost UDA Gramenet Milan i l'equip B ocupà la plaça del Milan a Primera Divisió Catalana, on es convertiria en un dels filials de més èxit del futbol català.

### Evolució de l'uniforme
| 1955 | 1990 | 2010 |  |

## Palmarès[calcitació]
- 2 campionats de Segona Divisió B (1993-1994, 2000-2001)
- 1 campionat de Tercera Divisió (1991-1992)
- 1 campionat de Regional Preferent (1985-1986)
- 1 cop campió de la Supercopa de Regional Preferent (1985-1986)
- 2 campionats de Primera Regional (1967-1968, 1977-1978)
- 1 campionat de Segona Regional (1955-1956)
- 1 campionat de Comarcal Preferent (1953-1954)
- 1 campionat de Tercera Regional (1946-1947)
- 2 cop campió del Torneig d'Històrics del Futbol Català (2001, 2002)

* Altres mèrits esportius:
- 1 cop quartfinalista de la Copa del Rei (2004-05)
- 1 cop subcampió de la Copa Generalitat (1989-90)
- 3 cops semifinalista a la Copa Catalunya (1992-93, 2000-01, 2009-10)
- 1 cop quartfinalista de la Copa Federació (2009-10)
- 1 cop finalista del Campionat Regional Aficionats (1967-68)

## Temporades

### Primer equip
Fins a la temporada 2019-20 el club ha militat 18 temporades a Segona Divisió B i 20 a Tercera Divisió.
| - 1924-25: Campionat Provincial - 1926-27: 2a Regional - 1927-28: 2a Regional - 1931-32: Campionat Amateur 1a Categoria - 1932-33: Campionat Amateur 1a Categoria - 1934-35: Campionat Amateur 1a Categoria (2n) - 1935-36: Campionat 2a Categoria Ordinària - 1936-37: Campionat 2a Categoria Ordinària - 1939-40: Torneig Comarcal - 1940-41: Campionat 2a Categoria Ordinària (6è) - 1945-46: 2a Regional - 1946-47: Tercera Regional (1r) - 1947-48: 2a Regional (9è) - 1948-49: 2a Regional (9è) - 1949-50: 2a Regional (11è) - 1950-51: 2a Regional - 1951-52: 2a Regional (6è) - 1952-53: Campionat Comarcal Preferent - 1953-54: Campionat Comarcal Preferent - 1954-55: 2a Regional (4è) - 1955-56: 2a Regional (1r) - 1956-57: 3a Divisió (3r) - 1957-58: 3a Divisió (8è) - 1958-59: 3a Divisió (14è) - 1959-60: 1a Regional (2n) - 1960-61: 3a Divisió (9è) - 1961-62: 3a Divisió (12è) - 1962-63: 3a Divisió (14è) - 1963-64: 1a Regional (5è) | - 1964-65: 1a Regional (6è) - 1965-66: 1a Regional (4t) - 1966-67: 1a Regional (4t) - 1967-68: 1a Regional (1r) - 1968-69: 3a Divisió (15è) - 1969-70: 3a Divisió (11è) - 1970-71: Regional Preferent (2n) - 1971-72: Regional Preferent (16è) - 1972-73: Regional Preferent (2n) - 1973-74: Regional Preferent (9è) - 1974-75: Regional Preferent (9è) - 1975-76: Regional Preferent (12è) - 1976-77: Regional Preferent (18è) - 1977-78: 1a Regional (1r) - 1978-79: Regional Preferent (2n) - 1979-80: 3a Divisió (10è) - 1980-81: 3a Divisió (19è) - 1981-82: Regional Preferent (5è) - 1982-83: Regional Preferent (6è) - 1983-84: Regional Preferent (10è) - 1984-85: Regional Preferent (5è) - 1985-86: Regional Preferent (1r) - 1986-87: 3a Divisió (15è) - 1987-88: 3a Divisió (9è) - 1988-89: 3a Divisió (12è) - 1989-90: 3a Divisió (8è) - 1990-91: 3a Divisió (11è) - 1991-92: 3a Divisió (1r) - 1992-93: 3a Divisió (2n) | - 1993-94: 2a Divisió B (1r) - 1994-95: 2a Divisió B (2n) - 1995-96: 2a Divisió B (8è) - 1996-97: 2a Divisió B (3r) - 1997-98: 2a Divisió B (10è) - 1998-99: 2a Divisió B (6è) - 1999-00: 2a Divisió B (3r) - 2000-01: 2a Divisió B (1r) - 2001-02: 2a Divisió B (7è) - 2002-03: 2a Divisió B (4t) - 2003-04: 2a Divisió B (5è) - 2004-05: 2a Divisió B (16è) - 2005-06: 2a Divisió B (4t) - 2006-07: 2a Divisió B (11è) - 2007-08: 2a Divisió B (8è) - 2008-09: 2a Divisió B (7è) - 2009-10: 2a Divisió B (15è) - 2011-12: 2a Divisió B (18è) - 2011-12: 3a Divisió (17è) - 2012-13: 3a Divisió (8è) - 2013-14: 3a Divisió (20è) - 2014-15: 1a Catalana (grup I) (15è) - 2015-16: 2a Catalana (grup II) (17è) - 2016-17: 3a Catalana (grup XI) (8è) - 2017-18: 3a Catalana (grup XI) (2n) - 2018-19: 2a Catalana (grup IV) (6è) - 2019-20: 2a Catalana (grup II) (13è) - 2020-21: 2a Catalana (grup II-A) (4t) - 2021-22: 2a Catalana (grup V) (16è) - 2022-23: 3a Catalana (grup XI) (18è) - 2023-24: 4a Catalana (grup XVII) (6è) - 2024-25: 4a Catalana (grup XXI) |

## Jugadors destacats
- Rubén Alcaraz
- Lluís Gonzàlez
- Oleguer Presas
- Curro Torres
- David Charcos
- Dimas Delgado
- Alberto de la Bella
- Raúl Rodríguez
- Xavi Jiménez
- Unai Vergara
- Gorka Pintado
- Félix Sarriugarte